# Río Bravo (Mitchell)
El río Bravo es un curso natural de agua que fluye en la Región de Aysén del General Carlos Ibáñez del Campo, al norte de Campo de Hielo Sur, y desemboca en el fiordo Mitchell, en el océano Pacífico. Es el río principal de su cuenca que cubre un área de 453.143 hectáreas y tiene su desembocadura en el fiordo Mitchell.

### Trayecto de río Bravo
El río Bravo nace de los deshielos de los glaciares ubicados al sur del cerro San Lorenzo o Cochrane en el límite internacional de Aysén. Fluye inicialmente en una dirección SO hasta casi tocar la divisoria de aguas con la cuenca del río Pascua para entonces continuar con dirección NO y desembocar al fondo este del Fiordo Mitchell, en la localidad de Río Bravo (Chile) que esta comunicada a través del fiordo con Tortel. Su trayecto es de 90 km en los que drena una superficie de 1920 km².: 574 
Es navegable por embarcaciones menores en 18 kilómetros de su curso inferior. Junto a la cuenca del río Cisnes, es la única cuenca andina exorreica de la Región de Aysén que se encuentra completamente en Chile.
Hans Niemeyer describe las características su trayecto así:
En su curso superior presenta rápidos producidos por bancos de arena y barricadas de troncos muertos, alternando con angostos desfiladeros. En su curso medio presenta ensanchamientos y pampas situadas a 30 o 40 m de altura sobre el fondo del río. En su desembocadura tiene unos 200 m de ancho y es navegable en chalupas por unos 18 km, aunque presenta una barra fatigosa de pasar. La longitud total del río asciende a unos 91 km.
Junto a los ríos Pascua, Baker, Huemules (Steffen) y otros más pequeños, pertenece al reducido grupo de cauces que salen al Pacífico entre los Campos de Hielo Norte y los Campos de Hielo Sur. (Aunque el Huemules fluye ya casi al lado oeste del campo de hielos patagónico sur).

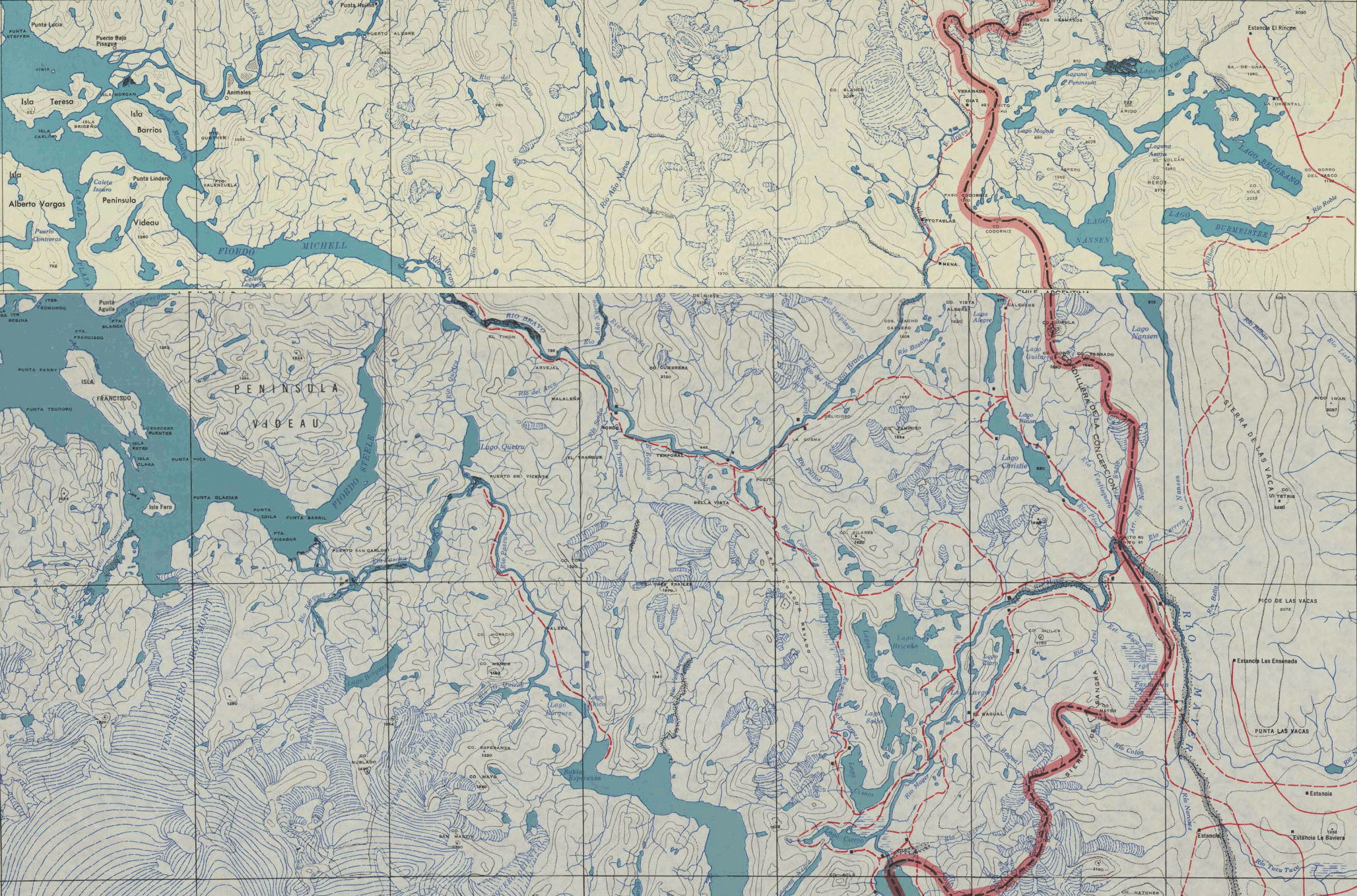
Los ríos Pascua, Bravo y la desembocadura del río Baker en un mapa compuesto de dos publicados por el Instituto Geográfico Militar de Chile en 1953 en una escala de 1:250000 en proyección conforme de Lambert.

## Caudal y régimen
Nacido de los grandes glaciales al sur del cerro Cochrane o San Lorenzo y siendo esta su fuente de alimentación más las lluvias de la zona, tiene un régimen pluvio-nival. Su caudal se ha estimado en 30 m³/s, aunque no se tienen datos medidos.: 575 

## Historia
Su nombre lo recibió del explorador alemán Hans Steffen por su "caracter bravío y correntoso".: 574  Luis Risopatrón lo describe en su Diccionario jeográfico de Chile (1924):
Bravo (Río). Es de aguas turbias mui correntosas, nace de grandes ventisqueros i nevados, se dirije al S con rápidos producidos por bancos de arena i barricadas de troncos muertos, tiene angostos desfiladeros en repetidas ocasiones y ensanchamientos i pampas, en el curso medio, a 30 o 40 m de altura sobre el río, en las que tiende a deaparecer el bosque, que es mui tupido en sus orillas; se encorva gradualmente al SW, W i NW, puede navegarse en chalupas, aunque con dificultad, los últimos 18 kilómetros de su curso i concluye con vaciarse en el estremo E del estero Michell [sic] con unos 200 m de ancho, en su boca principal, entre bajíos i terrenos de aluvión, donde forma una barra, que debe ser pésima para cruzarla con viento del W i marea vaciante. Tiene un largo de 90 kilómetros i en su hoya, que comprende 1830 km² de superficie, con unos 150 km² de terrenos aprovechables para el cultivo i la ganadeería, se encuentran gneiss i esquitas cristalinas; puede estimarse en 30 m³ el gasto medio aproximado por segundo.